# Maximilian Strestik
Maximilian Strestik (* 1980 in Essen) ist ein deutscher Schauspieler.

## Leben und Karriere
Seine Schauspielausbildung absolvierte er 2007 in Bochum. Erste Gastauftritte hatte er in Bielefeld, Wuppertal und Bochum. Von 2008 bis 2010 war er Ensemblemitglied des Bochumer Schauspielhauses, bis 2012 des Theaters Münster. Derzeit ist Strestik hauptsächlich in der freien Theaterszene tätig. Neben kleineren Film- und Fernsehauftritten wie z. B. in Die Lügen der Sieger und Er ist wieder da spielt er vor allem am Rottstraße 5 Theater. Hier inszenierte er 2016 eine Bühnenfassung von Clockwork Orange. 2022 wirkte er in der Youtube-Miniserie Unbesiegbar. Der Film zum Album der Band Sondaschule mit.
Strestik lebt in Bochum.

## Nachweise
1. ↑  Profil Strestiks auf der Webseite des Consoltheaters Gelsenkirchen, gesichtet am 22. Mai 2022
2. ↑  Schauspieler/-innen auf der Webseite des Rottstr5-Theaters, gesichtet am 22. Mai 2022
3. ↑  Die Krankheit der Jugend, trailer-ruhr.de vom 25. August 2016, gesichtet am 22. Mai 2022
4. ↑  Unbesiegbar - die Miniserie auf der Webseite der Band Sondaschule, gesichtet am 22. Mai 2022